# Bányászati Palota
A Bányászati Palota (spanyolul: Palacio de Minería) Mexikóváros történelmi belvárosának egyik klasszicista műemléke. Ma a Mexikói Autonóm Nemzeti Egyetemhez tartozik, de belépődíj ellenében turisták is látogathatják.

## Története
A spanyolországi Manuel Tolsá tervei alapján épült 1791-től 1813-ig abból a célból, hogy egy bányászati iskolának, a Real Seminario de Mineríának adjon otthont. Ez az iskola volt Új-Spanyolország első ilyen jellegű intézménye. Később laktanyaként és börtönként is használták, majd 1867-ben itt kezdte meg működését Latin-Amerika első mérnöki iskolája, az Escuela Nacional de Ingenieros, amely később a Mexikói Autonóm Nemzeti Egyetem mérnöki karának egyik helyszínévé alakult át.
Az 1970-es években felújították, az elkészült épületet 1976. augusztus 26-án adták át a köztársasági elnök, Luis Echeverría Álvarez jelenlétében.

## Az épület
A palota Mexikóváros történelmi belvárosában, Cuauhtémoc kerületben található, az Alameda Central parktól mintegy 200 méterre keletre, a Calle de Tacuba 5. szám alatt, a Nemzeti Művészeti Múzeummal szemben. Előtte található IV. Károly spanyol király lovas szobra is. Három félköríves záródású főkapuját dór oszlopok szegélyezik, fölöttük egy balusztrádos mellvéddel ellátott erkély, afölött pedig egy timpanon helyezkedik el. A nagyjából kelet–nyugati irányban hosszan elnyúló palota középvonalától jobbra és balra is a felső szinten 7–7 ablak található, az alsó szinten a középső ablakok helyett egy-egy újabb kapu van. Az egész homlokzat attikája is balusztrádos.
Három belső udvara van, amelyek közül a középső a legnagyobb: ezt 20 monumentális oszlop övezi. A palota kápolnájának belsejében Rafael Ximeno y Planes freskói tekinthetők meg. Az előcsarnokban négy meteoritot őriznek, amelyeket Mexikó különböző pontjain találtak: ezek a Chupaderos I, a Chupaderos II, az El Morito és a Zacatecas. A palotában rendezték be az egyetem saját kiadványaira specializálódott könyvtárát, itt rendezik a FILPM rövidítéssel ismert nemzetközi könyvfesztivált, 1999 óta pedig az északkeleti szárnyban működik a Manuel Tolsá Múzeum, ahol 150 tárgyi emlék, például tervek és szobrok láthatók az építész munkásságával kapcsolatban.

## Képek

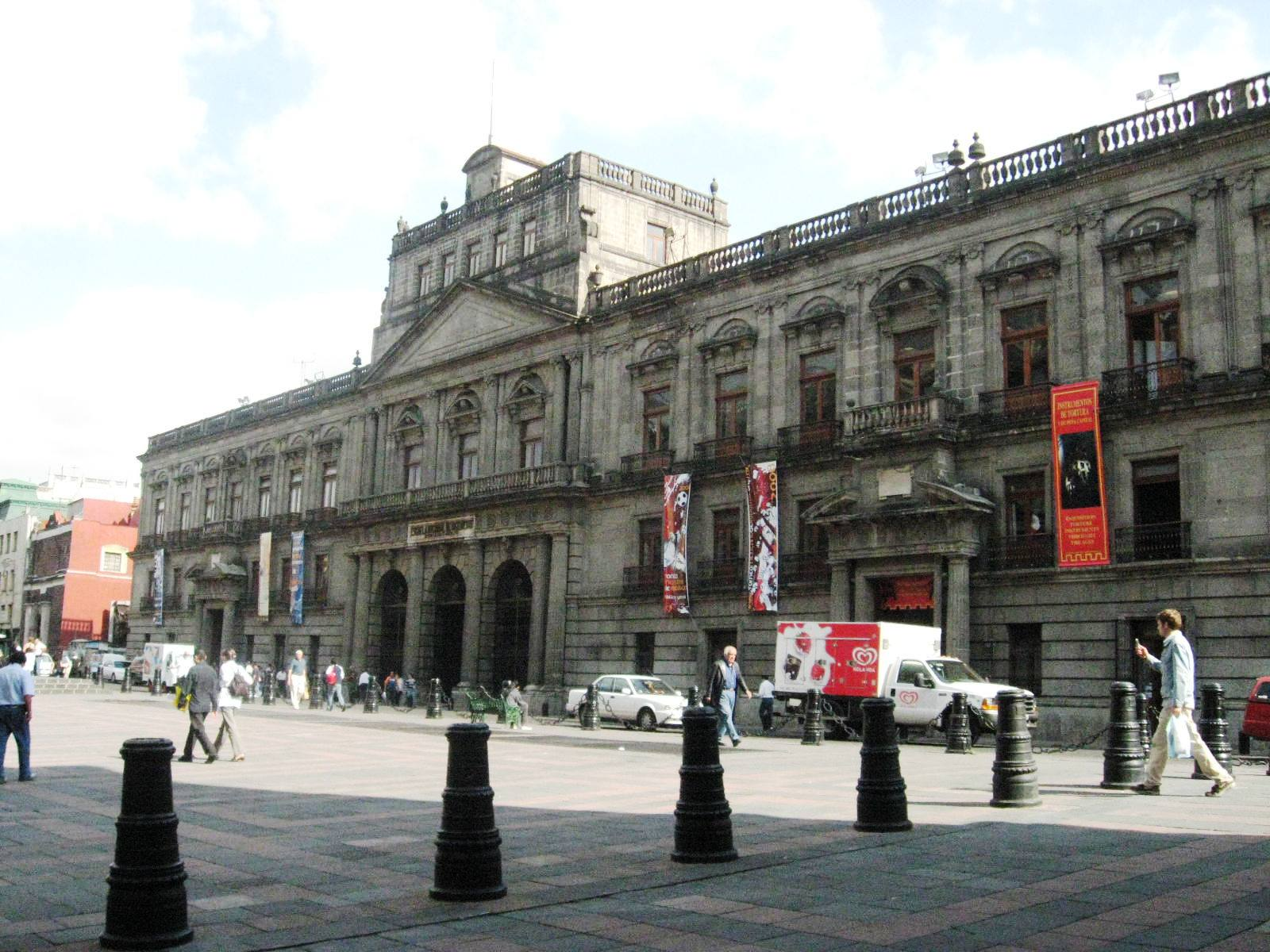
Az épület
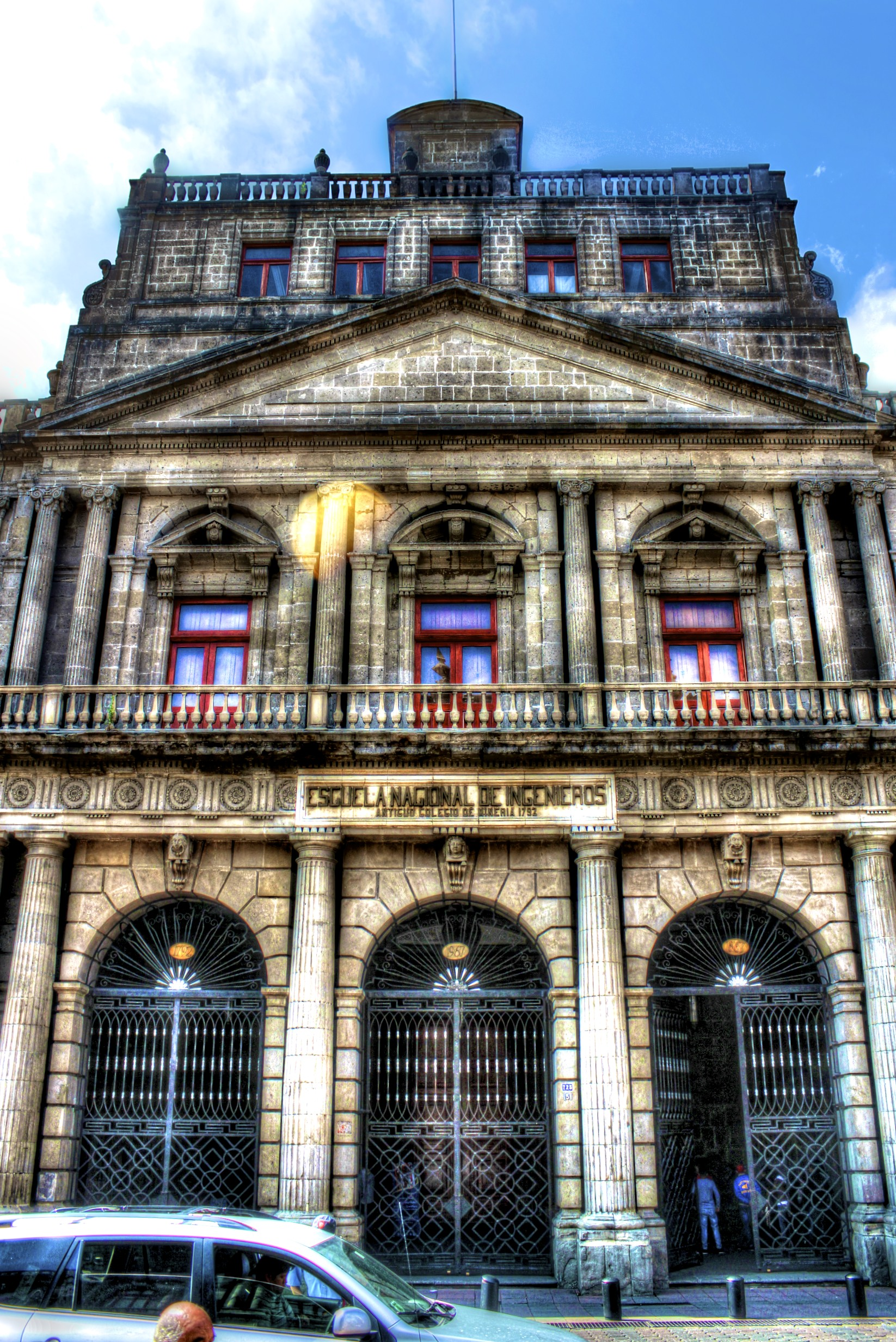
Részlet
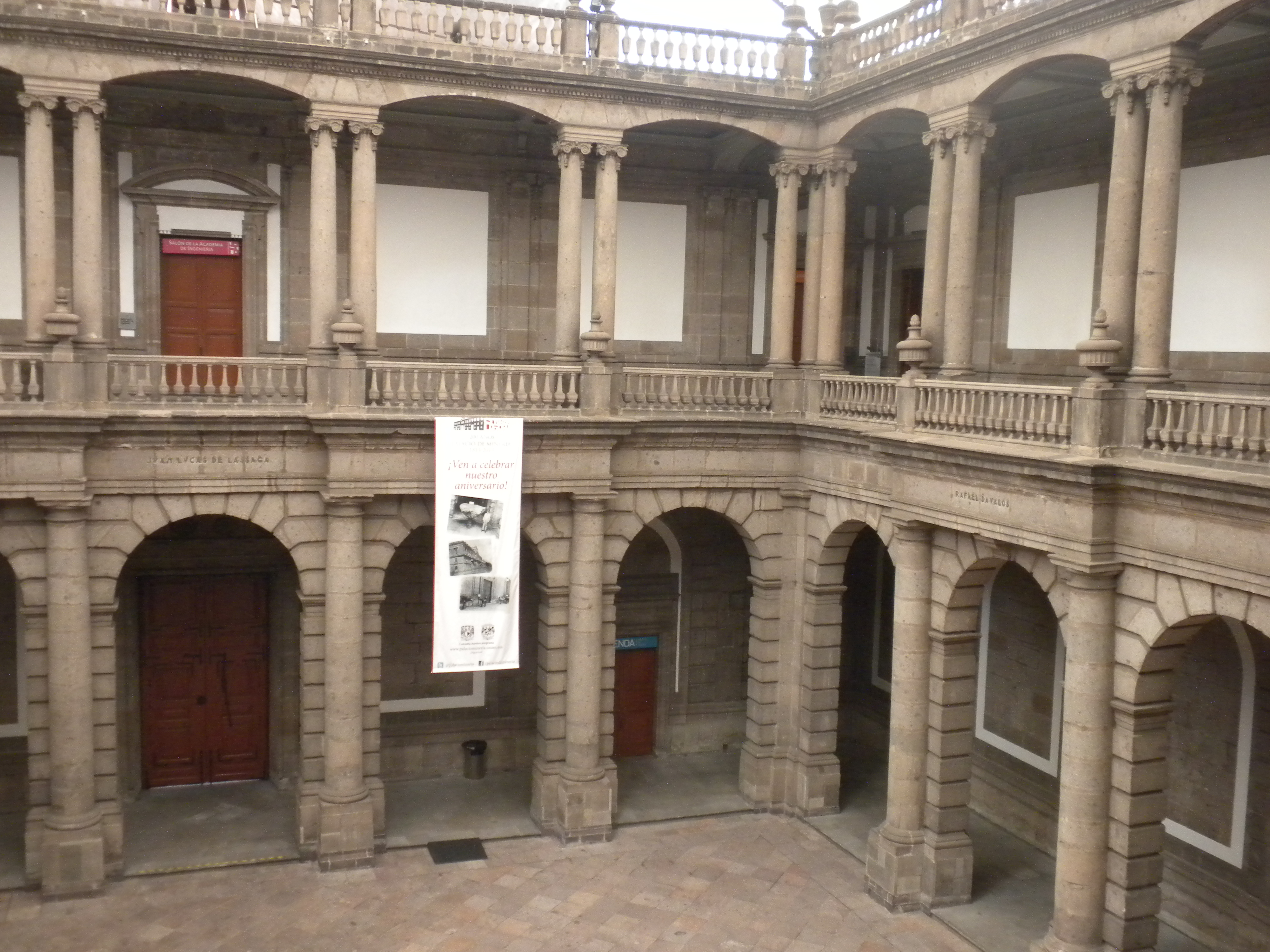
A belső udvar
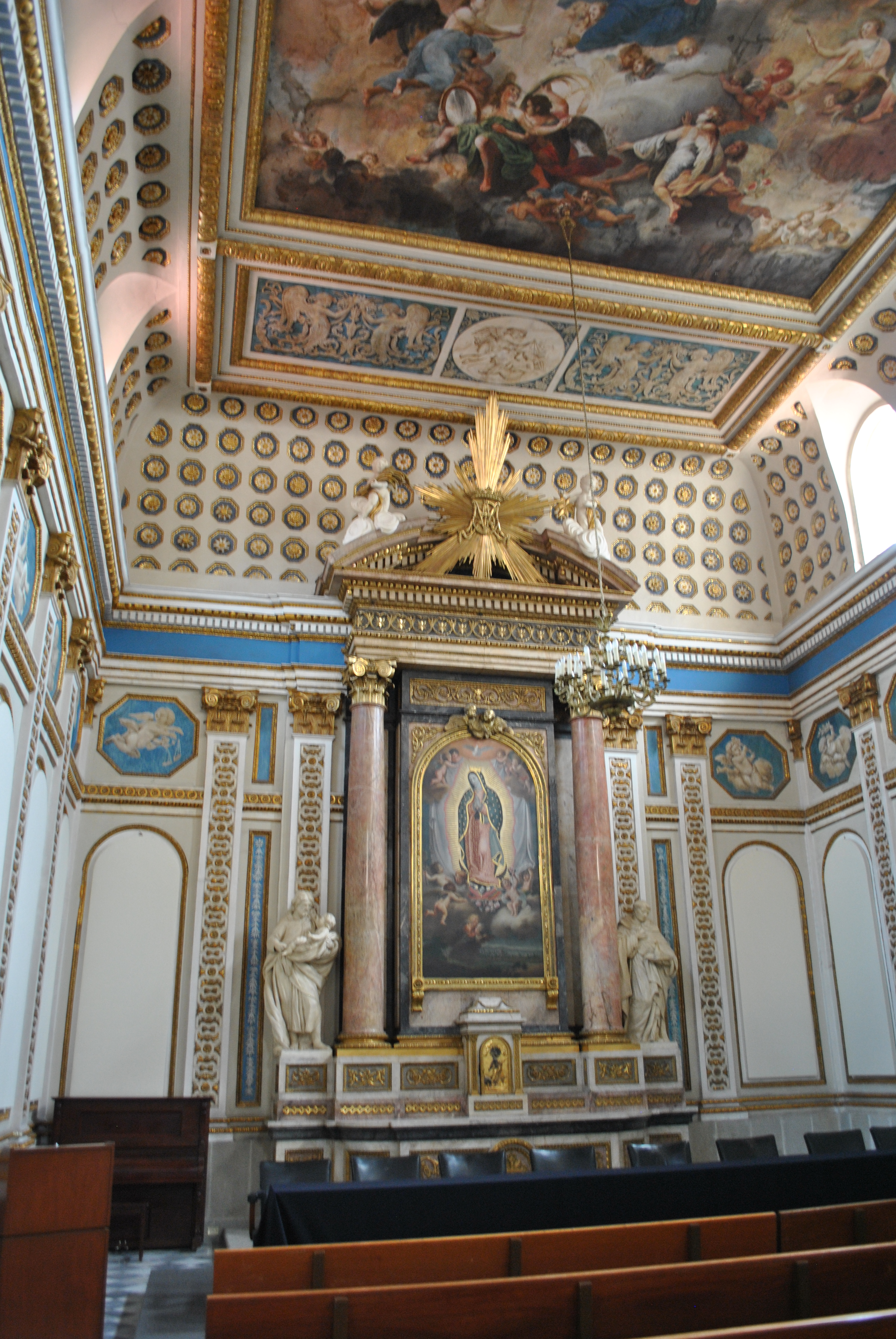
A palota kápolnája